# Ecco-rail
Die ecco-rail GmbH ist ein österreichisches Eisenbahnverkehrsunternehmen mit Sitz in Wien. Das Unternehmen befördert Güterzüge in Europa, hauptsächlich jedoch in Österreich und Deutschland.

## Geschichte
Das Unternehmen wurde am 8. Juni 2011 gegründet und besteht aus der ecco-rail GmbH Österreich sowie der ecco rail GmbH Deutschland, welche zusammen eine Unternehmensgruppe bilden.

## Fuhrpark

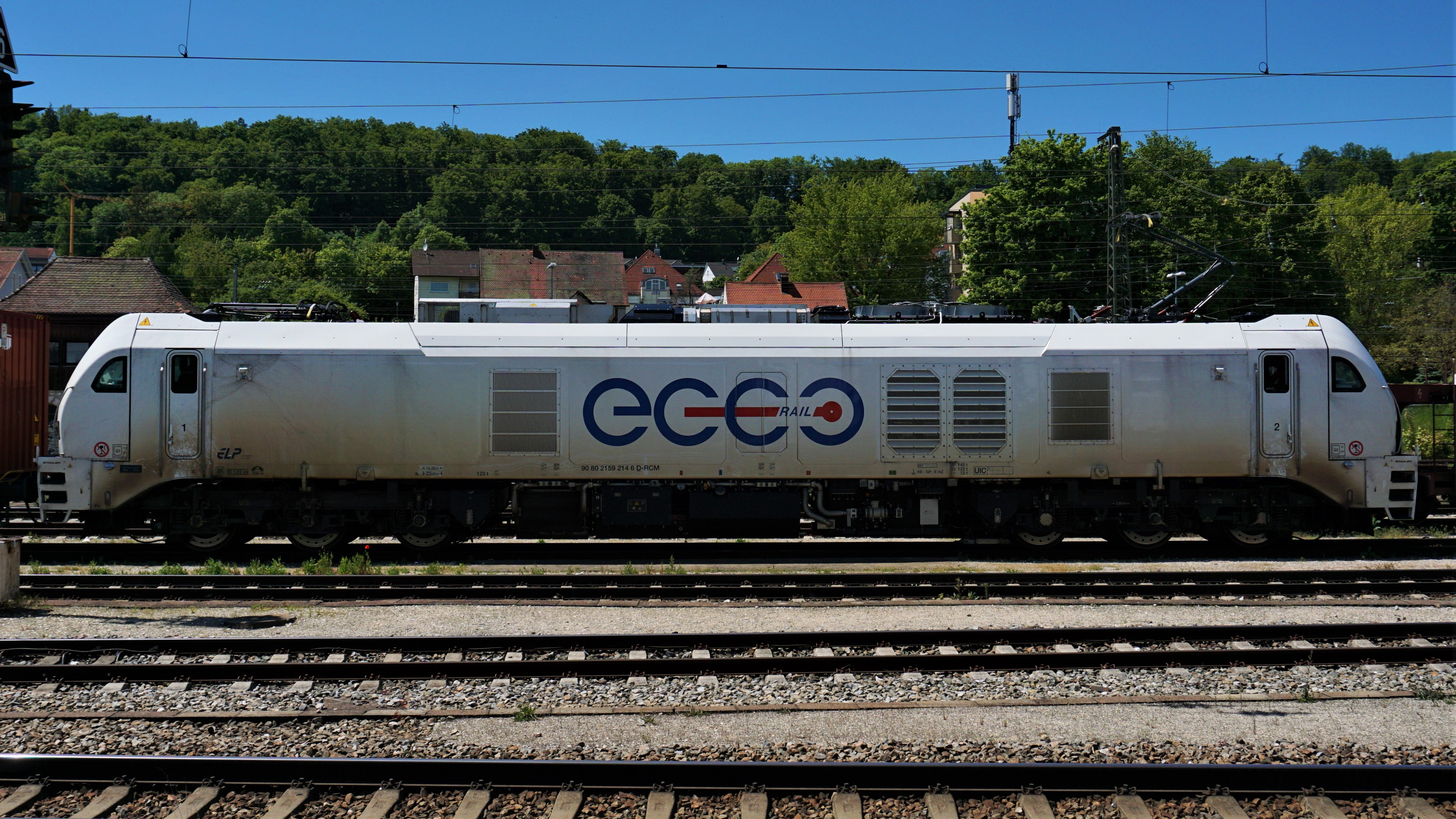
159 214 von ecco-rail in Treuchtlingen auf dem Weg Richtung Würzburg

Das Unternehmen setzt moderne Elektrolokomotiven ein, welche von Lokomotivvermietern angemietet werden. Im Bestand sind unter anderem Lokomotiven der Baureihen 187 bzw. 185 (angemietet von Railpool), 189 (angemietet von Mitsui Rail Capital Europe) und 193 (angemietet von Railpool sowie ELL Austria) sowie zwei Lokomotiven vom Typ Stadler Eurodual und zwei vom Typ Euro 9000. Die Lokomotiven werden von European Loc Pool angemietet.